# Jean Costa
Jean Costa (* 5. Juni 1924 in Bastia; † 1. Juni 2013) war ein französischer Organist.

## Leben und Wirken
Costa entstammte einer Organistenfamilie und war nach seiner Ausbildung in der Familie ab 1943 Schüler von Édouard Commette in Lyon. 1945 ging er nach Paris, um bei Maurice Duruflé und Marcel Dupré am Conservatoire de Paris zu studieren, das er 1949 mit einem ersten Preis in Orgelspiel und Improvisation abschloss.
1952 wurde er Organist der großen Cavaillé-Coll-Orgel der Kirche Saint-Vincent-de-Paul in Paris. Diesen Posten hatte er bis 1997 inne. Von 1953 bis 1970 war er Professor für Orgel am Konservatorium von Nantes, von 1972 bis 1992 unterrichtete am Konservatorium von Aix-en-Provence. Zu seinen Schülern zählten Jean-Pierre Lecaudey, Gilles Harlé und Chantal de Zeeuw.
Costa trat bei zahlreichen Orgelfestivals in Frankreich und ganz Europa, der UdSSR und den USA auf, wo er sich vor allem als Improvisator einen Namen machte. Sein Repertoire umfasst neben den alten deutschen Meistern (Johann Sebastian Bach, Dietrich Buxtehude, Nicolaus Bruhns, Georg Muffat, Johann Pachelbel) das romantische Orgelwerk von César Franck, Charles-Marie Widor, Robert Schumann, Johannes Brahms und Franz Liszt.